# 圣马克西曼 (伊泽尔省)
圣马克西曼（法語：Saint-Maximin，法語發音：[sɛ̃ maksimɛ̃]）是法国伊泽尔省的一个市镇，位于该省东部，属于格勒诺布尔区。

## 地理
圣马克西曼（45°25'35"N, 6°2'16"E）面积10.35 平方千米，位于法国奥弗涅-罗讷-阿尔卑斯大区伊泽尔省，该省份为法国东南部内陆省份，北起顺时针与安省、萨瓦省、上阿尔卑斯省、德龙省、阿尔代什省、卢瓦尔省和罗讷省。
与圣马克西曼接壤的市镇（或旧市镇、城区）包括：莱索、阿勒瓦尔、勒穆塔雷、蓬沙拉、拉沙佩勒布朗什。

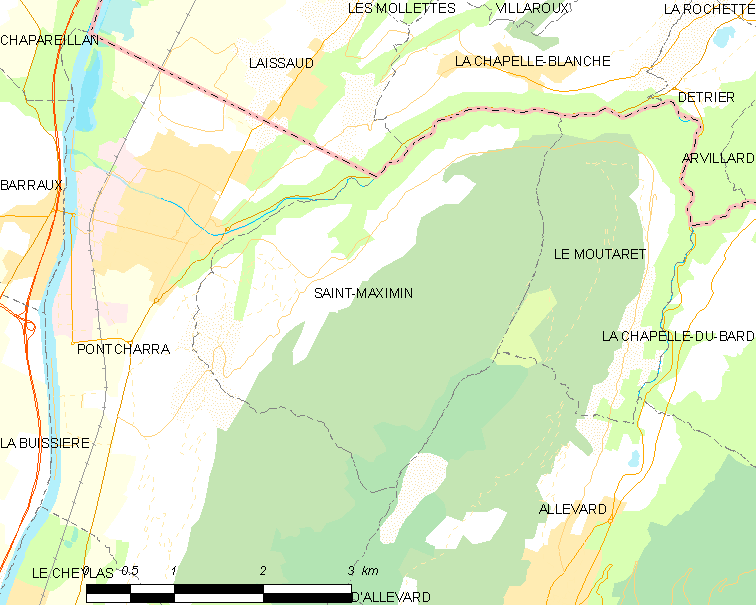
的OSM定位图

圣马克西曼的时区为UTC+01:00、UTC+02:00（夏令时）。

## 行政
圣马克西曼的邮政编码为38530，INSEE市镇编码为38426。

## 政治
圣马克西曼所属的省级选区为上格雷西沃当县。

## 人口

1962-2008年间人口变化图示

圣马克西曼于2022年1月1日时的人口数量为672人。